# Cases Torres Germans
Les cases Torres Germans són un conjunt de tres edificis adjacents situat al xamfrà est dels carrers de París i Aribau de Barcelona, del qual el primer està catalogat com a bé cultural d'interès local.

## Història
Van ser projectats per l'arquitecte Jaume Torres i Grau per a la Societat Torres Germans i construïts entre els anys 1905 i 1908.

## Descripció
L'edifici del xamfrà presenta una planta de tendència triangular, amb una estructura en alçat que comprèn planta baixa, principal i quatre pisos més, tot cobert per un terrat pla transitable. L'estructura interior presenta cinc patis interiors i una caixa d'escales central, a la que s'accedeix des del portal d'entrada. El tram principal de façana es presenta paral·lel al xamfrà, desenvolupat en cinc plans amb els angles articulats per tribunes. Es tracta de dues tribunes de cos semicircular estructurades en ferro que presenten un tancament de vitrall emplomat, amb decoració d'una garlanda policroma. Ocupen el principal i tres pisos, i serveixen de llosana pel balcó de l'últim pis. La façana presenta nou eixos d'obertures formant una composició axial a partir de l'accés principal. A la planta baixa els portals presenten un emmarcament de pedra, amb pilastres i capitells, que funcionen com a impostes pels arcs de mig punt motllurats que defineixen el capçal. El parament presenta un sòcol corregut que dona pas a un carreuat que arriba fins l'alçada dels capitells. El parament de la resta de plantes es troba unificat per un esgrafiat trencat pels emmarcaments en pedra de les obertures, que presenten arcs escarsers. Les obertures als tres eixos centrals presenten balcons correguts i als eixos laterals balcons ampitats. Els eixos angulars i l'últim pis, en canvi, presenten balcons individuals. Tots els balcons estan tancats per baranes de ferro forjat. L'edifici és coronat per un capcer esglaonat rematat per agulles que serveix de tancament del terrat.

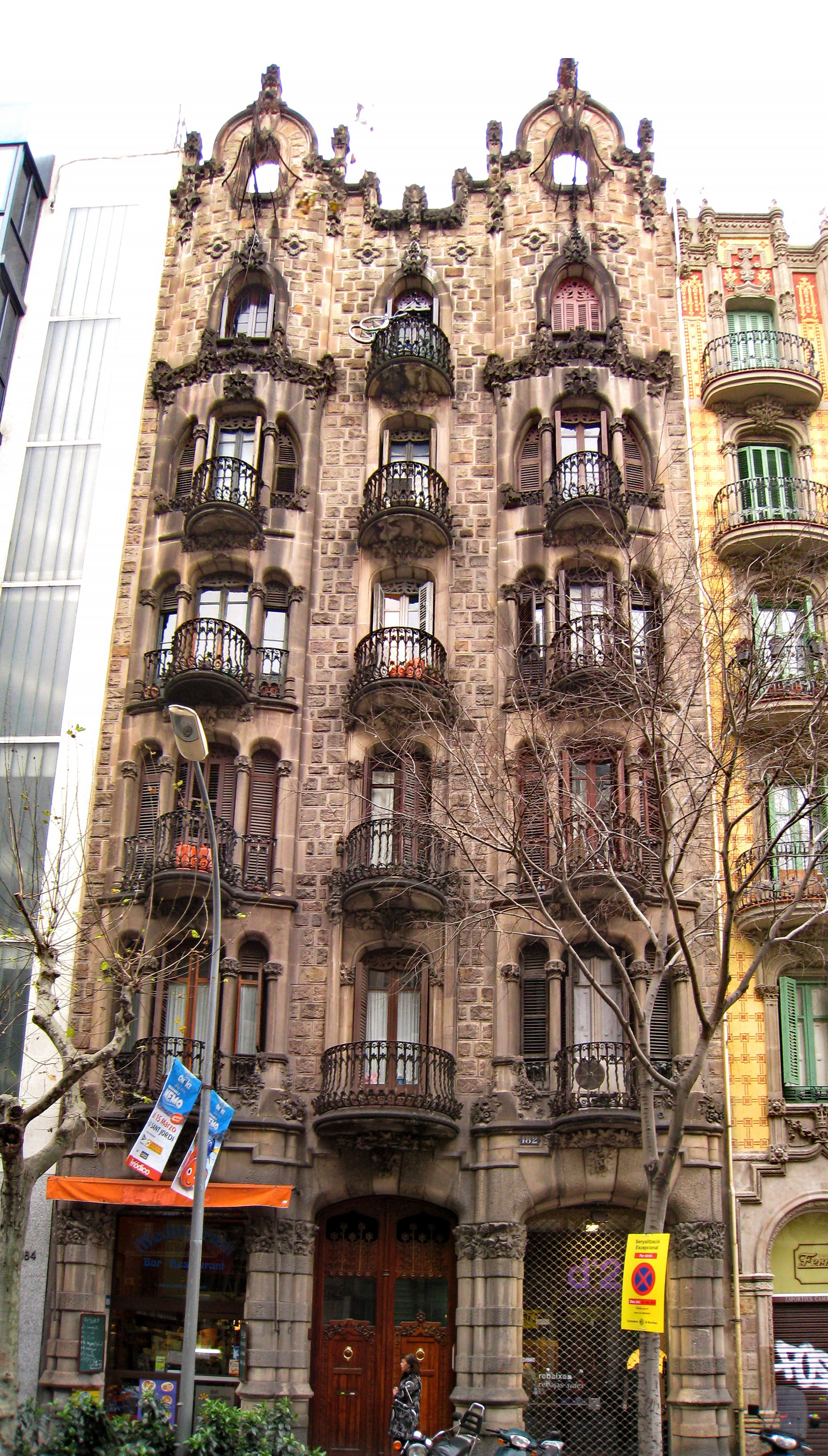
Façana de l'edifici del carrer de París, 182

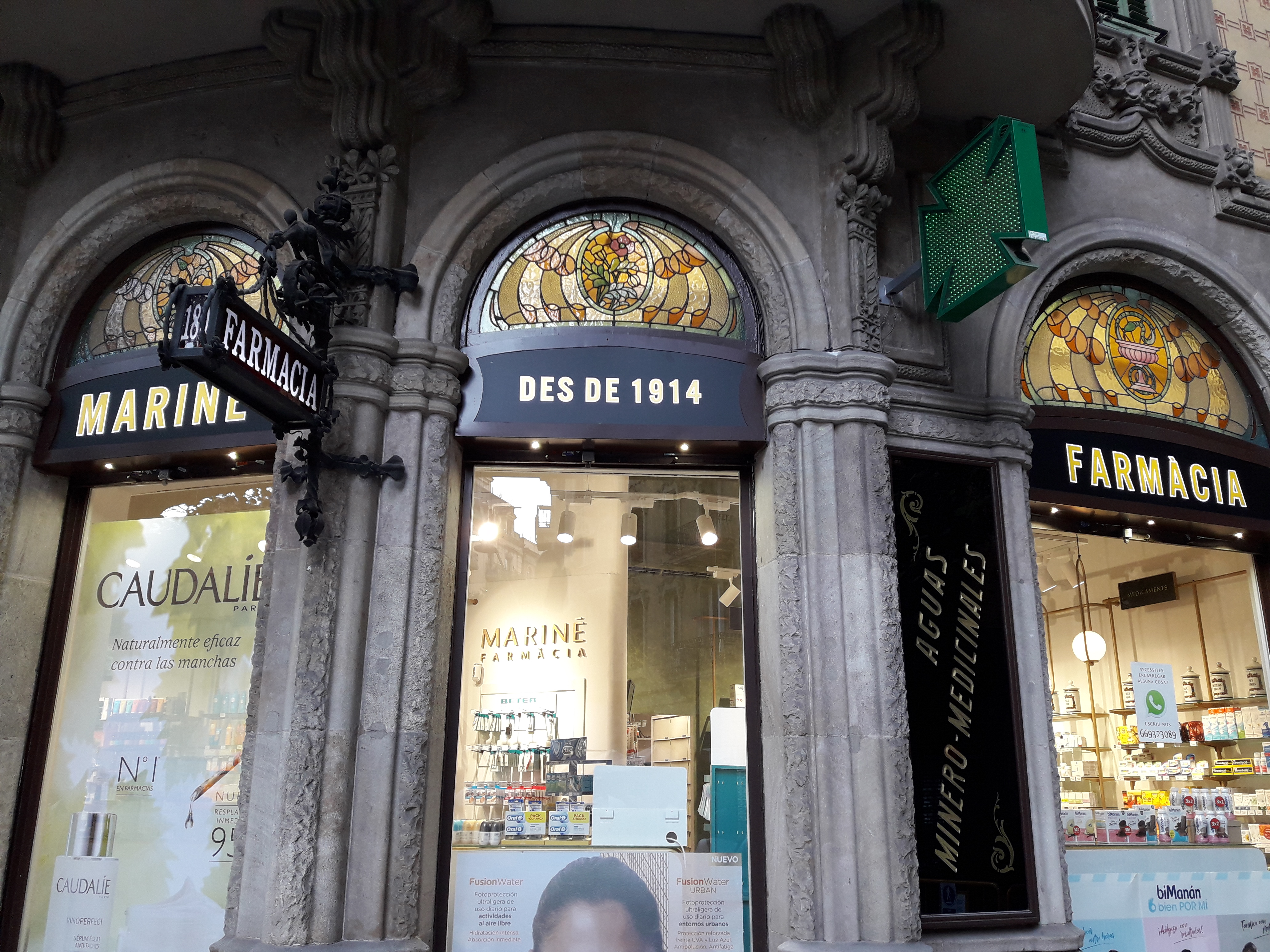
Farmàcia

Els edificis dels laterals presenten una estructura formal i ornamental diferent de l'anterior. El del carrer de París presenta una planta rectangular en una parcel·la llarga i estreta, amb una estructura en alçat que comprèn planta baixa, principal, quatre pisos més i terrat transitable. Té una façana de pedra organitzada en tres eixos de composició axial al voltant de la porta principal i coronada en els extrems en dos pinyons, semblants als utilitzats per Gaudí a la Casa Calvet. La planta baixa s'obre al carrer per mitjà de tres grans portals on el central dona accés a l'escala de veïns mentre els portals laterals corresponen a les botigues de la planta baixa. Els balcons de l'eix central són senzills, amb llosana semicircular, mentre que les obertures situades als extrems de la façana són triforades, amb columnes utilitzades com a mainells i balcó en voladís només en l'obertura central. S'ha de destacar el treball esculpit en pedra així com el disseny dels elements de ferro (baranes dels balcons, elements dels pinyons de coronament, etc.). L'accés principal dona pas a una zona de vestíbul profusament decorat tant en parets com en sostres i a la caixa d'escales amb les voltes decorades amb esgrafiats.
L'edifici del carrer d'Aribau s'emplaça en una parcel·la encara més estreta que l'anterior, presenta una planta rectangular amb una estructura en alçat que comprèn planta baixa, principal, quatre pisos més i terrat transitable. Té una façana de pedra encoixinada organitzada en dos eixos verticals d'obertures. La planta baixa s'obre al carrer per mitjà de dos grans portals emmarcats per columnes. Al més pròxim al xamfrà es presenta l'accés al vestíbul i caixa d'escales. Els balcons són simples amb llosana semicircular excepte a la planta principal i a la tercera planta pis on són correguts. S'ha de destacar el treball de les baranes de ferro forjat. El sinuós coronament presenta un frontó trilobulat central on se situa un escut amb l'any de construcció. A la planta baixa es troba una farmàcia amb un conjunt de sis targes semicirculars, sis de les quals fan referència a plantes medicinals i dues a la copa d'Higiea, d'autor desconegut.